# 千葉茂 (野球)
千葉 茂（ちば しげる、1919年5月10日 - 2002年12月9日）は、愛媛県新居郡西条町（現：西条市）出身の元プロ野球選手（内野手）・コーチ・監督、解説者・評論家。

## 概要
日本プロ野球における戦前から両リーグ分立後にかけての代表的な二塁手。
名人と謳われた華麗かつ堅実な守備と、神業と言われた右翼方向への流し打ちと粘り強くチームプレーに徹した打撃で、巨人軍の第一期・第二期黄金時代を攻守両面で支え続けた。1947年から7年連続でベストナインを受賞。通算7回の受賞は、高木守道と並んで二塁手としてNPB最多記録である。
引退後は、近鉄の監督を務める。近鉄の球団愛称である「バファロー」（のちバファローズ）は、千葉の現役時代の愛称「猛牛」にちなんで名付けられた。1980年に野球殿堂入り。
プロ野球選手・審判の千葉英二は実弟。

## 経歴

### プロ入りまで
愛媛県新居郡西条町大字明屋敷（現：西条市明屋敷）生まれ。小学5年生の時に松山市の東雲尋常小学校に転校すると、肩の強さを見込まれて投手となり、愛媛県大会で優勝して、京都で開催された全国小学校大会に出場した。
松山商業に進学すると、千葉は真面目な性格で下積みの仕事を黙々とこなしていたが、自ら積極的に飾り立てない性格であったためか、生意気なヤツだと一部の上級生から理不尽ないじめを受けることもあったという。
2年生の秋から八番・左翼手の定位置を掴むと、3年生になった1935年の春の甲子園に出場し、準々決勝まで進むが愛知商業に敗れる。夏の甲子園では準々決勝で嘉義農林（台湾）との延長10回の死闘を勝ち抜き、決勝で育英商（兵庫）を6-1で下して夏の初優勝を成し遂げた。4年生になると三番・三塁手となり、5年生では主将を務める一方で投手も兼ねて、林義一（徳島商）・楠安夫（高松商）と並ぶ「四国のビッグ3」と称された。
卒業にあたって、甲子園優勝時の監督で松山商業の先輩でもあった森茂雄が監督を務めていたイーグルスへ入団する予定で仮契約まで済ませるが、その後に東京巨人軍の監督で森のさらに先輩に当たる藤本定義が松山に来て、学校や町の有力者などに根回しを行い、結局千葉は東京巨人軍へ入団することになった。千葉の上京に際して父親が同行したが、これはイーグルスの河野安通志や森茂雄に直接謝罪するためであったという。こうした経緯もあり、千葉は日本プロ野球における二重契約第1号選手とされる。

### 現役時代
戦前
1938年4月29日に東京巨人軍へ投手として入団、月給は130円、背番号は「30」であった。二重契約問題があったため父親同伴で入寮してきた千葉を見て「幼稚園の入園式じゃあるまいし、親に連れてもらってくるとは」と嘲笑する大柄な選手が出迎えたので、どの先輩かと思いきや、自分も数日前に入寮したばかりの同期の川上哲治であったという。これが初対面であったが、千葉はこの川上らと共に「花の13年組」と呼ばれる活躍を見せるようになる。
入団後は打撃を買われて野手に転向し、1年目の1938年春季リーグから6番・二塁手の定位置を掴みいきなり打率.295でベスト10入りするなど入団早々主力として活躍。同年の秋季リーグからは、1番・三原脩、2番・水原茂の後の3番・中堅手として巨人のクリーンナップを務めた。花の早慶スターコンビを活かすために、出塁した2人を進塁させる芸術的な右打ちのチームバッティングを身に付ける。2年目の1939年からは背番号を「22」に変更し、三原の退団に伴って正二塁手の座を得て上位打線を務め、打率.305（リーグ4位）で3割打者の仲間入りを果たす（首位打者は打率.338を打った川上）。同年は鬼頭数雄の記録を破る戦前最多95単打を放った。その後も1940年は打率.281（リーグ4位）、1941年は打率.234（リーグ9位）と、常に個人打撃成績上位に顔を出したほか、1939年・1940年と2年連続でリーグ最高の出塁率を記録。同期入団の川上や中島治康と共にクリーンナップを組んで、第1期黄金時代を築き上げた。
1941年のシーズン終了後に兵役のために巨人を離れ、松山にあった陸軍の連隊に入隊する。1943年12月には松山連隊全部隊に対してボルネオ方面派遣の命令が下るが、出発直前になって兵隊群は派遣が中止されたため、上等兵であった千葉は四国の歩兵部隊に転属となった。なお、連隊長から伍長まではそのまま派遣されるが、輸送船が撃沈され多くが戦死している。軍隊でも、千葉は鈴木惣太郎に手紙を書いて鈴木の著書である『近代野球戦術』を取り寄せ、自らの打撃の研究をするなど、野球のことばかり考えていた。また、陸軍伍長として新兵の教育係を務めたが、一度も部下を殴ったことはなかったという。終戦は、高知県朝倉西郊の屯営で迎えた。
戦後（一リーグ時代）
1945年11月に日本野球連盟主催の東西対抗戦が行われると、これに参加する。翌1946年プロ野球公式戦が再開されると、シーズン前には地元で食糧調達に都合の良かった松山で春のキャンプを張る。千葉の母校である松山商業の応援会長であった渡辺藤三郎の世話で、宿舎として道後温泉の今治屋を確保した。食事は一汁一菜で、時々薄い刺身が付く程度であったが、他球団が食糧調達に苦労し練習どころではなかったところ、巨人は食事の心配をせず練習に打ち込めたという。また、開幕前に監督を決めることになり、選手間で投票を行ったところ、千葉が多くの得票を得た。しかし、球団代表の市岡忠男は中断前に監督をしていた藤本英雄を推したため、千葉は主将となった。戦後の混乱により物資が極端に欠乏していた中で、主将として野球用具・資材の確保や、ユニフォームの生地探し・デザインまで、野球をするための環境の準備に奔走したという。
戦前は外野手や三塁手などチーム事情に応じて守備位置を代えていたが、戦後は二塁手として固定された。ただし、この年の7月25日の対大阪タイガース戦では、打者一巡の猛攻でノックアウトされた中尾輝三に代わって、千葉が6回から登板し、4回を投げて被安打8、失点4を記録。これが、プロ野球生活を通じて唯一の登板となっている。この巨人での公式戦における野手の登板は、2020年シーズンまで長くなかった記録でもあった。シーズンでは、打率.288（リーグ15位）を記録。この年のペナントレースでは、巨人・グレートリング・大阪が優勝争いをしたことから、山本一人・藤村富美男とともに最高殊勲選手の有力候補に挙げられる。しかし、巨人は1ゲーム差で優勝を逃したため、打点王（95打点）を獲得してグレートリングの優勝に貢献した山本が選ばれている。
1947年は打率.299（リーグ5位）、1948年は打率.285（リーグ9位）と、戦後も個人打撃成績の常連で、芸術品と言われた右打ちも健在であった。1947年にベストナイン表彰が復活すると、千葉はベストナイン二塁手に選出される。その後、1953年まで7年連続で受賞するが、二塁手として7年連続はNPB最多記録（その後、高木守道が5年連続を含む7回受賞）となっている。1947年までは三番を打っていたが、1948年に青田昇が巨人に復帰して三番に入ると、千葉はトップバッターに回る。塁上の走者を進めて本塁へ返すことを気にする必要がある三番と違って、トップバッターではのびのびプレーできたという。この年の10月16日の大陽戦（大須）では6打数5安打、3本塁打、7打点、1試合6得点を記録。この日は1回に安打を放った後に平山菊二の二塁打で生還すると、2回には3点本塁打を放って2得点目。3回にも3点本塁打を放つと、5回には二塁打を放った後、青田の二塁打で生還して4得点目となった。さらにこの回の2度目の打席は、四球で出塁。その後に川上の満塁本塁打が出て1試合5得点目を記録。6回にもこの日3本目の本塁打となるソロ本塁打を放って、1試合6得点目となるホームを踏んだ。日本記録となる1試合6得点を達成した試合は、当然のように大味な展開となり、スコアは26-5という一方的な結果になっている。この1試合6得点という記録は、1949年に塚本博睦に並ばれているが、2021年現在も未だに破られていない。
1948年オフに別所引き抜き事件が発生すると、監督の三原脩に対して反対の意見を述べたことから、1949年は主将を平山菊二に交代し、千葉は川上哲治とともに助監督となる。主将を辞めてプレーに打ち込める環境になったこともあり、攻守に抜群の冴えを見せた。9月中旬まで3割3分以上の高打率をキープし、終盤にやや調子を落としたもののシーズンでは.307と久々の打率3割（リーグ9位）を打ったほか、リーグ2位の121得点を挙げ、さらに守備も好プレーを見せるなど、抜群の働きで巨人の戦後初優勝に貢献。同年の最高殊勲選手は「優勝チームの選手を優先する」という当時の傾向から千葉の受賞が有力視されていたが、この年は従来の選考制からプロ野球記者による5名連記の投票制に変わり、藤村142点、千葉129点の13点差で、46本塁打、142打点の新記録で二冠王を獲った藤村富美男がチーム順位は6位ながら千葉を抑えて選出された。「やはり藤村が年長者だから、千葉は若いからまだチャンスがあるだろう」との理由もあったとされる。なお、この投票には当時プロ野球再編問題の中心であった毎日新聞系の記者が藤村に集中的に票を投じたという噂があり、千葉は「僕が（リーグ）分裂の一番の被害者だ」とこぼしていたという。
同年オフの三原監督排斥運動では、監督・三原脩、助監督・川上哲治、主将・平山菊二らチーム幹部が批判にさらされる中、千葉への風当たりは強くなく、千葉を批判していたのは藤原鉄之助だけだったとされる。また、セ・パ両リーグ分立に伴って既存球団の主力選手に対する引き抜き合戦が発生した際も、なぜか千葉には勧誘の声がかからなかったという。
戦後（二リーグ分立後）
1950年には121試合の出場で打率.290（リーグ19位）に終わるが、山田潔の日本記録を8年ぶりに更新する105四球を選ぶ。これはNPB史上初の三桁の四球で、1963年に王貞治が123四球を積み上げて破られるまでNPB記録であった。また、1950年から1952年まで3年連続でリーグ最多四球を記録。同年11月5日の中日戦（後楽園球場）で杉下茂から1000安打を達成。1951年5月にハワイから与那嶺要が入団すると、シーズン後半からは与那嶺と球界屈指の1・2番を形成するようになった。与那嶺が出塁すると、千葉は犠牲バントを命じられることが多くなり、1952年にはリーグ最多の24犠打を記録している。1952年は打率.312（リーグ6位）、62打点、1953年にはリーグ4位の打率.320、リーグ3位の80打点を挙げて34歳にてキャリアハイを記録するなど、巨人の第2期黄金時代を支えた。
1954年ごろから衰えが見られ、同年は打率.252（リーグ28位）と戦後になって最も低い打率に終わった。1955年は現役最後のシーズンになるかもしれないとの予感から、春季キャンプに力を入れる。この年に巨人は中南米にキャンプを張ったが、前年1勝に終わっていた藤本英雄とともに千葉は残留組を引き連れて、串間でキャンプを行った。千葉はそれまで猛練習は行わず、普段の生活状態でコンディションを作っていたが、このキャンプではパワーアップのために猛練習を敢行。さらに、技術顧問であった新田恭一の指導により、これまでの右打ち一辺倒から左翼へ引っ張る打法も採り入れた。シーズンが始まると、千葉は絶好調でゴールデンウイーク明け（5月8日）時点で打率.375と快調に飛ばす。この間の4月23日の対中日戦（後楽園）では内角ばかり攻めてくる杉下茂の投球を思い切り引っぱって左翼への1号本塁打を打ち込んだ。千葉はベンチへ帰ってくると加倉井実に「レフトへしかホームラン打てないんじゃ、俺もそろそろお終いだな」とポツリと言った。その後、打率は急降下し、シーズンでは.237に終わった。千葉自身も、足腰が弱ったというより、全体的にもうボールについて行けないと感じるようになっていたという。同年8月25日の国鉄スワローズ戦（後楽園）で古谷法夫から現役最後の本塁打を放っている。同年の日本シリーズでは、第1戦は5番・二塁手として先発して2安打1打点と活躍するが、第2戦から第4戦で1安打しか打てずチームも3連敗すると、第5戦から正二塁手の座を若い内藤博文と交代した。その後、若手を抜擢した巨人が3連勝して日本一を奪回するが、千葉はなんとなく複雑な気持ちに襲われたという。
1956年の春のキャンプでは、当時三塁のレギュラーが定まっていなかったことから、外野手の岩本堯を三塁手にコンバートさせることになり、千葉も後見役のように三塁手の練習をさせられた。二塁手を離れることになったことから、千葉は自分の存在感の無さを実感し、現役を去る決心をしたとされる。しかし、引退について千葉自身と監督の水原茂のいずれからも何となく言い出しかねたまま、シーズンを迎えるが、二塁・三塁の控えや代打などで時折出場する程度であまり出番はなかった。6月26日の大洋戦（上田市営）で新人・秋山登の外角をよぎる速球にまるでかすらず三振を喫すると、千葉は「すでに終わった」と言い聞かせる。その後も引退を切り出せない状況が続いていたが、7月末の大阪遠征で水原から引退を打診され、千葉も引退を決断した。引退に当たって、同期入団でともに巨人を支えた川上から「おい、その身体でよく今までおれに付いてきたな」と声をかけられ、千葉は「おう。お前がおったから、ここまで来れたよ」と返したという

### 引退後
引退後も巨人で背番号「3」を背負ったまま、1956年12月21日に一軍コーチへ就任し、1957年のリーグ3連覇に貢献。同年には近鉄パールスの球団代表である大北弦と、銀座の同じ洋服店でスーツを仕立てていたことを知って意気投合する。球団改革に乗り出していた大北に監督就任を打診されるも、千葉は「ポスト水原」として巨人次期監督の座を川上と争っていた頃であったため、全くといっていいほど耳を貸さなかった。しかし、実際に水原は川上の他の一軍選手に対する影響力を評価しており、対立していた品川主計球団社長派とみられていた千葉は疎んじられていた。
1958年に背番号「3」を新人の長嶋茂雄に譲り渡して、千葉は二軍監督となる。当初、二軍監督になるにあたって水原は「将来の巨人軍を担う選手を育ててくれ」と千葉に頼んだが、実際は二軍を重要視しておらず、千葉を体よく一軍から追い払ったというのが関係者の見方であった。同年春のキャンプで水原は酔った勢いから「シゲさん（千葉）、どこかへ行って男を上げたらどうだい」と口走った。巨人監督の座を夢見ていた千葉は後継者の芽がなくなったと感じた一方、二軍で指揮を執るうちに別のチームでも構わないから、思い切り手腕を振るってみたいという思いにかられるようになる。千葉は、同じように巨人を追われて西鉄ライオンズの監督となっていた三原脩に近鉄行きを相談。三原に「球団を持っている関西4私鉄の中で、近鉄は資本力が1番あるチームだ。君のような名の通った人が監督を引き受ければ、親会社も球団に投資するようになる。悪い話じゃない。巨人で燻るよりは新天地に希望を持った方がいい」とアドバイスされた。巨人が3連勝後に4連敗した、歴史に残る西鉄との日本シリーズ第1戦当日の10月11日、後楽園球場ではなく球団事務所に姿をみせた千葉は、品川に「背番号3も長嶋茂雄という最高の選手が継いでくれたし、巨人で私のやるべき仕事は終わった。誘われている近鉄で自分の力を試してみたい」と想いを伝える。巨人が西鉄にシリーズ3度目の敗北を喫すると、川上も現役引退したことから水原の去就も危うくなったが、千葉に監督の声がかかることはなかった。
同年オフの11月28日に千葉は近鉄の監督に就任。しかし、当時の近鉄は球団発足以来9シーズンで最下位に5度も沈む一方でAクラスは1954年の1回のみであり、戦力差の著しさから上位浮上はかなり難しいとされていた。就任の際には内藤博文や平井三郎コーチが呼応して移籍している。千葉の就任にあたり、球団はそれまでの近鉄沿線の伊勢湾で養殖されている真珠にちなんだ「パールス」の愛称を変更する。スポーツニッポンなどスポーツ新聞4紙が後援して一般から愛称を募集し、1万8447通にも及ぶファン投票の結果により、千葉の現役時代のニックネーム「猛牛」に因んで「バファロー」と名付けられた。巨人のスター選手として有名だった千葉が監督になる、ということで話題と期待を独占し、バファローは3855票も集めて堂々の第1位となった。2位「イーグルス」の1285票をはるかにしのぎ、他には「フェニックス」というのも最終選考に残ったが、「千葉監督を迎えてチーム名もなじみの深いものにしたい」と大北ら首脳が一致した考えで決まり、千葉の愛称が英語になっただけで近鉄の愛称として使用されることになった。このような個人イメージに因む球団愛称命名は他に例がない。千葉は「名は体を現すというが、歩みは遅いが新生近鉄は粘り強い力のあるチームにしたい。バッファローは私が理想とするダイナミックなスケールの大きいという点でも気に入っている」と満面の笑みを浮かべた。後に発表されたシンボルマークの「猛牛マーク」は、千葉と後楽園で草野球をしたのが縁で懇意となった画家・岡本太郎の手によるものであった。千葉が巨人を飛び出し勝負に出ると聞いた岡本は、酒がほとんど飲めない千葉を酒屋に呼び出し、話をしながら図案を考えた。この猛牛マークは2005年に近鉄がオリックス・バファローズに吸収されるまで使用された。
1959年2月28日に千葉の引退試合として巨人での功績を労うとともに近鉄監督としての門出を祝うために「監督就任激励試合」と銘打って、近鉄対巨人のオープン戦が行われる。日生球場始まって以来最多の2万5千人のファンを集め、千葉はコーチボックスに入って指揮を執ったが、1-10と惨敗した。心機一転シーズンがスタートしたが、5月に早くも最下位に落ちると、6月20日には病気のため休養。この年から一軍投手コーチに就任したばかりの林義一が指揮を執ったが、7月には2度の9連敗を喫するなど2勝19敗と大きく負け越し、最下位から抜け出すことはできなかった。投手陣はこの年入団のグレン・ミケンズと西鉄から移籍2年目の大津守がチームを引っ張ったが、打線の援護なく2桁勝利と2桁敗戦を共に記録。これに次ぐ蔦行雄と武智文雄が防御率3点台で5勝17敗、2勝11敗と大きく負け越し、チーム防御率もリーグ最下位の3.68を記録。打撃陣は小玉明利と関根潤三を除いて不振で、チーム打率と本塁打がリーグ最下位に終わり、また守備でもスタメン野手6人が2桁失策を犯すなどリーグ最下位の163失策を記録。
2年目の1960年も前年に続き、巨人から大友工ほか選手・コーチが大量入団したのを始め、南海から宅和本司、国鉄から杉山悟を補強し、戦力増強を図る。開幕直後は貯金こそ作れなかったが借金を1桁にとどめ、5月24日には4連勝して借金を1にまで減らすが、その翌25日から7連敗を喫し最下位に転落。6月に入ると、新人の矢ノ浦国満の正遊撃手起用に伴い、千葉と確執があった鈴木武を三原の要請もあり大洋に放出し、新天地で正遊撃手となり、チームの初優勝に貢献している。近鉄は7月に10連敗、9月にも6連敗を喫し最下位脱出は果たせなかった。結局10年ぶり優勝の毎日大映オリオンズに39ゲーム差をつけられ、5位の東映フライヤーズにも9ゲーム差を付けられた。打撃陣では小玉が初のベストナインに輝き孤軍奮闘したが、チーム本塁打69本がリーグ5位、盗塁数も5球団が80個以上記録する中でリーグ最下位の51個と低迷。投手陣はミケンズが2年連続チーム最多の13勝で気を吐くもチーム防御率が3点台後半と低迷、さらに千葉が起用した矢ノ浦がリーグ最多の35失策を犯すなど、チーム失策数12球団最多の守備も投手陣の足を引っ張った。カード別成績でも大毎・南海にそれぞれ7勝19敗と負け越し、大毎優勝のアシスト役に回った。
3年目の1961年は補強を新人の徳久利明と国鉄を戦力外になった元巨人の岩下守道の入団をにとどめる。しかし、シーズンが始まるといきなり開幕4連敗、4月中旬にも8連敗を喫するなどいきなり低迷。5月中旬にも6連敗を喫し最下位に転落すると、その後も6月から8月にかけて10連敗を3度も記録するなど大型連敗を繰り返し、二度と最下位から浮上することはなかった。打線は小玉と関根潤三、2年目のジャック・ブルームフィールド以外はパッとせずチーム打率はリーグ5位。投手陣は徳久が15勝を挙げ新人王を獲得した一方でリーグワーストの24敗を喫し、他に2桁勝利投手はなくチーム防御率も4点台近くという有様でリーグ最下位。10月4日にはついに100敗の大台に到達し、最終的にプロ野球ワーストとなる103敗を喫した。優勝した南海に同一カード14連敗を喫するなど5勝23敗で実に51.5ゲーム差、5位の阪急にも18ゲーム差と大きく引き離され、さらにこの年に巨人から東映の監督になった水原との対戦も9勝19敗と完膚なきまでに叩きのめされるなど、1958年から4年連続の最下位に沈んだ。またこの年は、のちに近鉄の主力打者となる土井正博が入団した年でもあったが、一軍出場はなかった。土井は「一軍の監督だった千葉茂さんは、コツコツ当てるタイプの打者を好むんですよ。「ピストル打線」なんて言われていて、右方向に流して打つことが求められた。でも僕はホームランを打てる打者だと思っていたから、強く振ることにこだわっていたんです。そうしたら、シーズンが終わった後に球団から解雇を通告されました。」と述べている。同年10月30日に3年連続最下位と実績を残せないまま監督を解任された。
在任中は「地上最低の監督」と揶揄されたものの、それまで契約金の安い無名選手ばかり獲得していた近鉄球団に対しては「大金を叩いていい選手を獲れ」と進言し、近鉄の体質改善に努めた。千葉の目に映った当時の近鉄の選手は、技術以前に勝負への執着心や競争心がなく、先制点を許せば今日も負けという雰囲気がベンチに漂い、調子が良ければたまに勝てるといった気持ちで試合に臨んでいた。常勝を求められた巨人の野球が身についていた千葉にとってそれは信じられないと同時に屈辱であり、移動の特急電車の座席をそれまでの三等から二等に、旅館のグレードも上げるなど、プロ野球選手としての誇りを持たせようとしたが、笛吹けど踊らずであった。8人もの巨人出身者を近鉄に入団させ、伝統ある巨人の勝つ野球、厳しい野球を体験してきた血を注入しようとしたが、それでもチームは変わらなかった。逆に「巨人、巨人とうるさい。だったら早く東京に帰れ」と選手に陰口を叩かれる始末で、鈴木など生え抜き選手との軋轢を生じた。なお、ミケンズにはリリーフ時、「グレン、リメンバーパールハーバーや」とハッパをかけていた。
近鉄監督勇退後はラジオ関東解説者・東京スポーツ評論家を務め、1980年に野球殿堂入り。ユニフォームを着ることはなかったが、著書や週刊ベースボールの連載記事などで、戦前からのプロ野球の生き証人として、数多くのファンを引き付ける文章を書いていた。また、晩年は野球体育博物館の図書室によく通い、『週刊ベースボール』掲載の戦前の野球界を回顧するコラムの材料の取材をしていた。愛憎入り混じった巨人を叱咤激励し続け、近鉄時代のことについては口が重かったが、2000年に開催された近鉄創立50周年記念の近鉄対巨人のOB戦では、「わしの故郷は両チーム」と言い両チームのユニフォームが、半々になった珍ユニフォームで登場し、両軍ベンチで旧交を深めていた。また、他に両チームに在籍した関根潤三・淡口憲治・有田修三・太田幸司らは、一方の（関根・有田・太田は近鉄、淡口は巨人）ユニフォームで出場している。
2002年12月9日、就寝中に死去。83歳没。

## 選手としての特徴

### 守備
守備範囲が広く華麗かつ堅実な二塁守備で知られる。グラブさばきは華麗とは言いがたいが、重心が低く確実な捕球をした。送球の際は強い手首を活かしたスナップスローを得意としたほか、捕球から送球に移るまでのスピードも素晴らしく、「投げたあとで捕っている」「相手を見ずに投げる」と言われるなど守備における動作は抜群であった。千葉の守備位置は「二塁寄りに浅く、一塁寄りに深く守る」を基本とした。一塁寄りの打球であれば深い位置で捕球しても一塁送球が間に合うが、二塁寄りの打球は深追いしても間に合わないためである。二塁寄りの深いゴロを強肩でアウトにするプレーは特に鮮やかだった。
戦前の名二塁手苅田久徳の系譜を継ぐ選手として名を馳せて、「戦前の苅田、戦後の千葉」あるいは「苅田二世」と言われ、苅田自身も千葉を後継者として高く評価していた。千葉がベテランとして円熟期の頂点にあった1952,1953年頃の守備は、苅田の技術を全て盗み取り、それに持ち前の強肩を加えて千葉の守備として完成させ、苅田にも勝るとも評された。
１リーグ時代に白石敏男と組んだ二遊間は鉄壁の名コンビとの定評があり、ショートゴロで二塁に送球された球を受け取った千葉が一塁を見ずにジャンピングスローで併殺をとった。俊敏な動きと堅実なグラブ捌きでファンを魅了し後に名手と呼ばれた広岡達朗も、千葉について「体全体がグラブのようだった、ボールのほうからグラブに飛び込んでいた」と回顧している。千葉自身は、コンビネーション・呼吸という点で、第二期黄金時代に二遊間を組んだ平井三郎との相性が一番良かったと語っている。一方で、守備が苦手な一塁手・川上哲治の守備範囲の打球まで処理することが多かったことから、千葉が自らを「千葉一、二塁手」と呼んた。

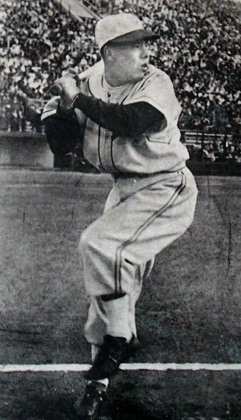
一本足でバットを寝かせる千葉の打撃フォーム

### 打撃
打撃では、右打者でありながらどのコースの球も右翼方向を狙う独特の打法であったが、これは新人の頃に上位を打っていた三原・水原といった六大学出身の大先輩が塁上にいる際のダブルプレーを避けるために必死になって編み出したものであった。通算96本塁打のうち、81本を右翼に飛ばし、さらに1950年から1954年まで、39本連続で右翼方向に本塁打を放った記録も持つ。千葉が右翼にばかり打っているため、対戦チームは千葉シフトとして一二塁間を狭くする守備を敷いたが、千葉の打球はその狭い一二塁間をライナーで破って行った。千葉の右打ちは、小柄な打者がバットを短く持って当てるだけのものと異なり、ヘッド部分の重い35インチのバットをグリップエンドいっぱいに長く持って力強く打ち返す点に特徴があった。千葉自身も「体が短小なものほど、長く持つことで、自分の非力をカバーできるし、大きなバッティングができる」と語っている。
また、「バットにとりもちが付いている」と呼ばれるほどファウルで粘った末に、四球を選んで出塁する巧打者でもあった。ファウルで粘って、最後はライトへうまく打つ、という技術は、当時のプロ野球界でも高い評価を受けた。最盛期には「相手が変化球投手なら一日中でもファウルしていられる」と豪語していたという。
一リーグ時代は犠牲バントをする機会は多くなかったが、両リーグ分立後は監督の水原茂からバントを命じられる機会が多くなる。千葉のバントはバットを引く等の小細工はせず、バットの芯よりもボール2個分ほど先の部分に投球を当てることで、芯を外し打球を殺していた。また、逆にバットの根っこにボールを当てて打球を殺すこともあった。打球が死ねば打球が投手の前に転がってもバントは成功する。さらに、投手前に転がってもバントは成功できるとの安心感があれば、気持ちのゆとりからファウルライン際の難しいバントも失敗を恐れずにできたという。千葉はグラウンドに直径1mほどの円をかいてそこにバントでボールを入れる練習や、一度ファウルグラウンドに打球を落とすが転がってくるうちにフェアグラウンドに入るようなバントの練習も行っていた。

### リーダーシップ
滅私奉公に徹した千葉の姿勢に巨人のチームメイトは惹かれ、千葉が「ボチボチ行こうか」と一声かけると、チームは一気に元気づいたと言われる。巨人最高のリーダーシップを発揮したと評される。

## 人物
人望に優れ、主将を務めた。1947年には腸チフスで急逝した黒沢俊夫の背番号4番を永久欠番にするように、選手を代表して球団に要望した。現役時から多くの選手に次期巨人監督に推されていたが、川上が次期監督含みのヘッドコーチに就任すると自らは巨人を去る。これについて、千葉は「わしが巨人に残っておったら、やはり哲（川上のニックネーム）はやりにくかろう、これはわしの犠牲バントだ」と述べている。
戦後初めて来日したアメリカ国籍の選手で一・二番コンビも組んだ与那嶺要が、慣れない日本での生活に困っていることを心配し、千葉はよく食事に連れて行き、与那嶺自身も千葉に大変感謝していた。一方で、川上哲治と激しく首位打者を争っていた与那嶺からきわどい球をファウルにして粘る打法について何度教えを請われても、千葉は「見て盗め」と言うばかりで決して教えることはなかったという。
立川談志が若手の頃、落語家の草野球チームに参加しており、プロ野球選手も試合を見に来る事があった。小学生相手にも負けるようなこの下手糞なチームを西本幸雄や広岡達郎は冷たい目で見ていたが、一人千葉だけがひっくり返って大笑いしながら見ていた。「私ゃ千葉さんが大好きだ。（それに対し）広岡というのは愛想の無ぇ面白みの無い男だと思ったね」と談志は述べている。
千葉はユニフォームの着こなしはビシッとしていて美しかったが、普段の服装はお世辞にも良いとは言えず、シャツの裾はだらしなくはみ出し、ドタ靴の踵を履き潰すような格好で、とても一流の野球人とは言えない程酷かった。しかし、それらの服はどれも一流のブランド品ばかりであったという（青田昇）。
高所恐怖症かつスピード恐怖症で、飛行機には絶対乗らなかった。自動車に乗っていても「スピードが速すぎる」と言って速度を落とさせていたという。近鉄スカウト・荒井健によれば「千葉さんは乗り物全部が嫌いで、今治キャンプも選手は関西汽船で行くのに、一人だけ汽車で尾道に行って、そこから今治に行きました」と証言している。

1948年に銀座の洋食店「グリルスイス」で、千葉がカツレツをカレーに乗せて食べたことから、店主が「カツカレー」を新メニューとして発案したことが知られている。
1957年に巨人の合宿所「多摩川寮」でそれまで盛り切り一杯であった米飯がおかわり自由になった。これは千葉が多摩川寮所管の本社厚生課に話をしたのがきっかけであり、知らせを聞いた巨人の若手選手は十時啓視の音頭で万歳三唱した。十時は千葉に請われて近鉄に移籍しており、現役後は辞典や教科書などを印刷製本する「光写真印刷」の社長になると、蒲田駅のそばの本社ビルの社長室に、おかわりが自由になった日の記念写真を飾っていた。
1979年7月11日に発生した日本坂トンネル火災事故により生じた渋滞のため、南海ホークス（現：福岡ソフトバンクホークス）のユニフォームや野球道具を積載したトラックの到着が大幅に遅れ、7月13日に後楽園球場で開催される予定だった対日本ハムファイターズ（現：北海道日本ハムファイターズ）戦が試合中止になった。この中止について千葉は、「サムライが武士の魂といわれる『差し料（=自分の日本刀）』を他人に任せるのか」とコメントしている。

## 詳細情報

### 年度別打撃成績
| 年 度      | 球 団      | 試 合 | 打 席 | 打 数 | 得 点 | 安 打 | 二 塁 打 | 三 塁 打 | 本 塁 打 | 塁 打 | 打 点 | 盗 塁 | 盗 塁 死 | 犠 打 | 犠 飛 | 四 球 | 敬 遠 | 死 球 | 三 振 | 併 殺 打 | 打 率 | 出 塁 率 | 長 打 率 | O P S |
| ---------- | ---------- | ----- | ----- | ----- | ----- | ----- | -------- | -------- | -------- | ----- | ----- | ----- | -------- | ----- | ----- | ----- | ----- | ----- | ----- | -------- | ----- | -------- | -------- | ----- |
| 1938春     | 巨人       | 34    | 143   | 122   | 18    | 36    | 4        | 7        | 0        | 54    | 17    | 2     | --       | 0     | --    | 21    | --    | 0     | 9     | --       | .295  | .399     | .443     | .841  |
| 1938秋     | 巨人       | 40    | 187   | 142   | 29    | 32    | 4        | 1        | 2        | 44    | 18    | 6     | --       | 1     | --    | 43    | --    | 1     | 20    | --       | .225  | .409     | .310     | .718  |
| 1939       | 巨人       | 95    | 432   | 354   | 60    | 108   | 7        | 3        | 3        | 130   | 51    | 12    | --       | 4     | 4     | 69    | --    | 1     | 38    | --       | .305  | .420     | .367     | .787  |
| 1940       | 巨人       | 90    | 394   | 320   | 51    | 90    | 9        | 4        | 3        | 116   | 38    | 16    | --       | 6     | 2     | 65    | --    | 1     | 39    | --       | .281  | .404     | .363     | .767  |
| 1941       | 巨人       | 82    | 371   | 316   | 44    | 74    | 9        | 3        | 1        | 92    | 31    | 15    | --       | 3     | --    | 52    | --    | 0     | 18    | --       | .234  | .342     | .291     | .634  |
| 1946       | 巨人       | 93    | 421   | 358   | 60    | 103   | 15       | 6        | 5        | 145   | 60    | 10    | 6        | 4     | --    | 59    | --    | 0     | 15    | --       | .288  | .388     | .405     | .794  |
| 1947       | 巨人       | 103   | 447   | 391   | 58    | 117   | 13       | 7        | 4        | 156   | 34    | 9     | 5        | 5     | --    | 51    | --    | 0     | 25    | --       | .299  | .380     | .399     | .779  |
| 1948       | 巨人       | 135   | 587   | 522   | 77    | 148   | 23       | 6        | 14       | 225   | 57    | 13    | 9        | 10    | --    | 55    | --    | 0     | 28    | --       | .284  | .352     | .431     | .783  |
| 1949       | 巨人       | 134   | 634   | 551   | 121   | 169   | 15       | 2        | 15       | 233   | 59    | 12    | 8        | 6     | --    | 76    | --    | 1     | 48    | --       | .307  | .392     | .423     | .815  |
| 1950       | 巨人       | 121   | 550   | 435   | 96    | 126   | 13       | 0        | 8        | 163   | 45    | 16    | 4        | 10    | --    | 105   | --    | 0     | 46    | 10       | .290  | .428     | .375     | .802  |
| 1951       | 巨人       | 114   | 541   | 451   | 86    | 124   | 9        | 3        | 8        | 163   | 61    | 22    | 7        | 14    | --    | 76    | --    | 0     | 48    | 6        | .275  | .380     | .361     | .741  |
| 1952       | 巨人       | 120   | 556   | 455   | 87    | 142   | 22       | 4        | 10       | 202   | 62    | 11    | 5        | 24    | --    | 76    | --    | 1     | 43    | 12       | .312  | .412     | .444     | .856  |
| 1953       | 巨人       | 120   | 537   | 462   | 87    | 148   | 31       | 1        | 12       | 217   | 80    | 3     | 9        | 19    | --    | 55    | --    | 1     | 46    | 15       | .320  | .394     | .470     | .864  |
| 1954       | 巨人       | 120   | 515   | 433   | 68    | 109   | 13       | 3        | 7        | 149   | 48    | 7     | 4        | 26    | 3     | 53    | --    | 0     | 51    | 14       | .252  | .333     | .344     | .677  |
| 1955       | 巨人       | 96    | 393   | 321   | 37    | 76    | 6        | 2        | 4        | 98    | 30    | 1     | 2        | 17    | 0     | 55    | 0     | 0     | 36    | 12       | .237  | .348     | .305     | .654  |
| 1956       | 巨人       | 15    | 14    | 10    | 2     | 3     | 1        | 0        | 0        | 4     | 0     | 0     | 1        | 2     | 0     | 2     | 0     | 0     | 5     | 0        | .300  | .417     | .400     | .817  |
| 通算：15年 | 通算：15年 | 1512  | 6722  | 5643  | 981   | 1605  | 194      | 52       | 96       | 2191  | 691   | 155   | 60       | 151   | 9     | 913   | 0     | 6     | 515   | 69       | .284  | .385     | .388     | .773  |

- 各年度の太字はリーグ最高

### 年度別投手成績
| 年 度     | 球 団     | 登 板 | 先 発 | 完 投 | 完 封 | 無 四 球 | 勝 利 | 敗 戦 | セ 丨 ブ | ホ 丨 ル ド | 勝 率 | 打 者 | 投 球 回 | 被 安 打 | 被 本 塁 打 | 与 四 球 | 敬 遠 | 与 死 球 | 奪 三 振 | 暴 投 | ボ 丨 ク | 失 点 | 自 責 点 | 防 御 率 | W H I P |
| --------- | --------- | ----- | ----- | ----- | ----- | -------- | ----- | ----- | -------- | ----------- | ----- | ----- | -------- | -------- | ----------- | -------- | ----- | -------- | -------- | ----- | -------- | ----- | -------- | -------- | ------- |
| 1946      | 巨人      | 1     | 0     | 0     | 0     | 0        | 0     | 0     | --       | --          | ----  | 21    | 4.0      | 8        | 0           | 0        | 0     | 0        | 2        | 0     | 0        | 4     | 4        | 9.00     | 2.00    |
| 通算：1年 | 通算：1年 | 1     | 0     | 0     | 0     | 0        | 0     | 0     | --       | --          | ----  | 21    | 4.0      | 8        | 0           | 0        | 0     | 0        | 2        | 0     | 0        | 4     | 4        | 9.00     | 2.00    |

### 年度別監督成績
| 年度      | 球団      | 順位      | 試合 | 勝利 | 敗戦 | 引分 | 勝率 | ゲーム差   | チーム 本塁打 | チーム 打率 | チーム 防御率 | 年齢       |
| --------- | --------- | --------- | ---- | ---- | ---- | ---- | ---- | ---------- | ------------- | ----------- | ------------- | ---------- |
| 1959年    | 近鉄      | 6位       | 51   | 12   | 39   | 0    | .235 | -          | -             | -           | -             | 40歳       |
| 1960年    | 近鉄      | 6位       | 131  | 43   | 87   | 1    | .331 | 39.0       | 69            | .236        | 3.61          | 41歳       |
| 1961年    | 近鉄      | 6位       | 140  | 36   | 103  | 1    | .259 | 51.5       | 68            | .229        | 3.96          | 42歳       |
| 通算：3年 | 通算：3年 | 通算：3年 | 322  | 91   | 229  | 2    | .284 | Bクラス3回 | Bクラス3回    | Bクラス3回  | Bクラス3回    | Bクラス3回 |

- 1959年は6月18日まで指揮。残り試合は林義一が代行（82試合27勝52敗3分）。

### 表彰
- ベストナイン：7回（二塁手部門：1947年 - 1953年） ※二塁手としてNPB最多記録
- 野球殿堂特別表彰（1980年）

### 記録
節目の記録
- 1000試合出場：1951年7月28日、対大洋ホエールズ戦 ※史上6人目
- 1000安打：1950年11月5日、対中日ドラゴンズ19回戦（後楽園球場）、杉下茂から ※史上5人目[57]

その他の記録
- 1試合6得点：1948年10月16日、対大陽ロビンス戦 ※史上最多タイ[58][59]
- 1試合15塁打：1948年10月16日、対大陽ロビンス戦 ※一リーグ時代最多記録[60]
- シーズン137単打：1949年 ※当時のNPB記録、1950年に金山次郎が更新
- 3年連続最多四球：1950 - 1952年 ※王貞治、落合博満に次ぐセ・リーグ歴代3位タイ
- オールスターゲーム出場：5回（1951年 - 1955年）

### 背番号
- 30（1938年）
- 22（1939年 - 1941年）
- 3（1946年 - 1957年）
- 31（1958年 - 1961年）

## 関連情報

### 著書
- 『嗚呼、我が心の長嶋茂雄』（2001年3月 ラインブックス ISBN 4898090710）
- 『巨人軍の男たち』（1984年1月 東京スポーツ新聞社 ISBN 4808400650）
- 『プロ野球人別帳―プロ野球を支えた個性派選手たち』（1984年1月 恒文社 ISBN 4770405669）
- 『猛牛一代の譜―無冠のセカンド讃歌』（1983年1月 ベースボール・マガジン社 ISBN 4583023472）
- 『猛牛一代』（1977年6月 恒文社 ISBN 4770402600）